# Pierre Courcoulée (Landéan)
Pierre Courcoulée (auch Pierre des Huguenots genannt) ist eine bretonische Allée couverte in der Gemeinde Landéan. Sie liegt im Südwesten des Wald von Fougères, im Osten des Département Ille-et-Vilaine, in Frankreich etwa 1000 m vom Oppidum von Poulailler.
Die etwa 3000 v. Chr. errichtete, heute gestörte Megalithanlage bestand einst aus 13 großen, meist gerundeten Granitblöcken. Zwölf davon sind Tragsteine. Aus einer zerschlagenen, teilweise versetzten Platte bestehen die beiden heute sichtbaren Decksteine. Die Randeinfassung des Hügels ist noch zu erkennen. Die Anlage misst sechs Meter in der Länge und ist 1,3 m breit. 
Um Fougères herum gibt es mehrere Megalithanlagen. Unter anderem den Cordon des Druides, die Anlage Pierre du Trésor und das zwei Kilometer westlich des Waldes gelegene ehemalige Ensemble von Rocher Jacquot, bestehend aus zwei Allée couvertes. Hier wurde ein Kupferdolch aus der Zeit um 2000 v. Chr. gefunden.